# Luzia Urigoitia Ajuria
Luzia Urigoitia Ajuria (Otxandio, 2 de juny de 1959 - Pasaia, 23 de juliol de 1987) va ser una terrorista basca, militant d'Euskadi Ta Askatasuna (ETA), assassinada per la Guàrdia Civil espanyola.

## Trajectòria

### Orígens
Nascuda l'any 1959 a la localitat biscaïna d'Otxandio, va cursar estudis per a exercir de secretària. Tanmateix, va intervenir en treballs d'assistència en una granja, de cangur d'infants i de vigilant de carreteres per la Diputació de Biscaia. A principis de la dècada de 1980, en diverses ocasions, va viatjar a Nicaragua com a brigadista, on hi va exercir un paper de compromís amb la Revolució Sandinista. El 1985 va marxar de casa i es va traslladar al País Basc del Nord.

### Assassinat

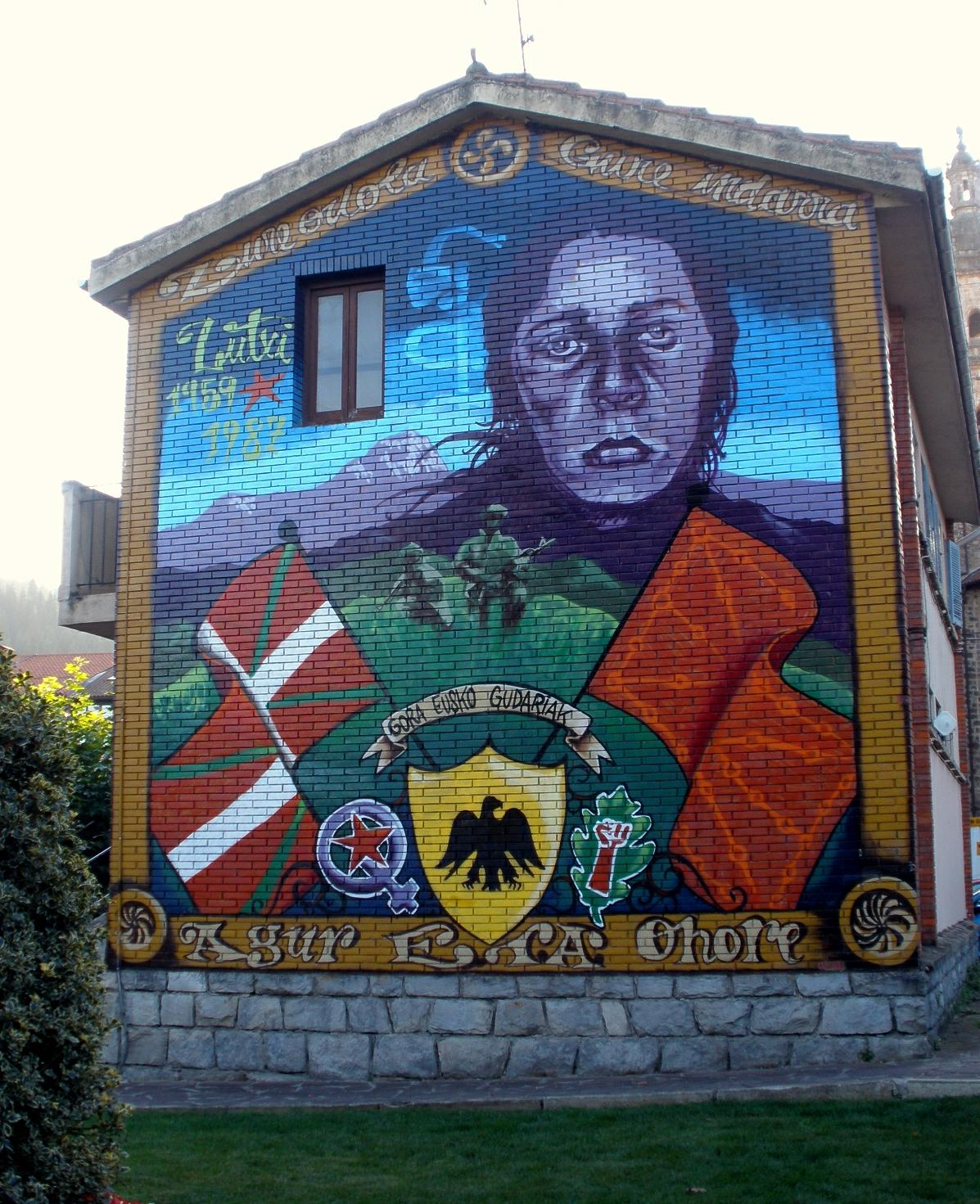
Mural d'Otxandio (2009)

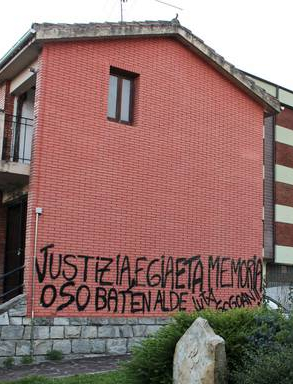
Pintada contra la retirada del mural d'Otxandio (principi de 2017).

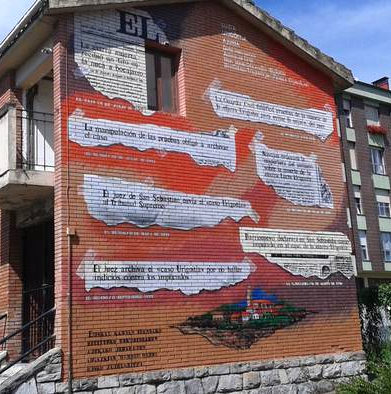
Mural reinterpretat d'Otxandio (finals de juliol de 2017).

El 23 de juliol de 1987, la Guàrdia Civil va emprendre una operació a diferents localitats de Guipúscoa que va acabar amb la detenció de vuit persones acusades de pertànyer al «comando Donosti» d'ETA. En aquella operació va entrar per la força al pis on vivia del barri de Trinxerpe, a Pasaia, i extrajudicialment l'hi va disparar un tret mortal al cap, molt a prop de coll, a frec de roba.
Segons el fiscal del jutjat de Sant Sebastià, la versió donada per la Guàrdia Civil sobre l'assassinat va ser una «broma», i quan, per esclarir els fets, es va citar a testificar a veïns que havien presenciat la mort, la Guàrdia Civil va presentar una denúncia i el Consell General del Poder Judicial va ordenar una inspecció al jutjat perquè estava «obstaculitzant la feina de la policia». El governador civil de Guipúscoa Ricardo Navajas va afirmar que «l'eficàcia de la policia ha de prevaldre per sobre de les garanties judicials». Durant el judici dels fets es van falsejar les proves quan un capità de la Guàrdia Civil va entrar a casa del jutge i hi va substituir la beina de la bala, al departament de balística s'hi va canviar un canó i també es va arribar a manipular una armilla antibales.
En opinió del forense Paco Etxeberria aquest va ser un dels exemples més destacats de la impunitat de la Guàrdia Civil als anys 1980, juntament amb el cas de Mikel Zabalza.

## Homenatges i reconeixements
Se li han retut diversos homenatges al seu poble natal, sobretot el mes de juliol, en ocasió de la data del seu assassinat. Un d'ells, organitzat el 25 de juliol de 2015, va consistir en la col·locació d'una placa metàl·lica de 40x30 centímetres, en un monòlit de pedra situat al carrer Elixoste, núm. 5, amb l'efígie d'Urigoitia i en un lema que recordava que la lluita continuava en l'actualitat. Per la participació en l'acte, el 15 de setembre de 2015, la Guàrdia Civil va detenir quatre persones i l'Audiència Nacional espanyola les va jutjar per «enaltiment del terrorisme». El fiscal José Perals va demanar-los a cadascun una pena de dos anys i mig de presó, una multa de 5.400 euros i nou anys d'inhabilitació. Finalment, el 2 de juny de 2016, els quatre acusats van pactar amb el fiscal i van acceptar una pena de presó inferior a dos anys que en permetia la suspensió i així evitar l'ingrés en un centre penitenciari —com també una multa de 2.160 euros per cadascun.
Durant diversos anys, a Otxandio hi va haver un mural commemoratiu de l'assassinat. L'any 2017 l'Ajuntament del municipi va fer esborrar-lo per pintar-ne un altre de «reconciliador». Nogensmenys, el rebuig popular al canvi va resultar en una de les seves manifestacions més rellevants la pintada d'un grafit, a la paret ja esborrada, amb el lema «Justizia, egia eta memoria oso baten alde, Lutxi gogoan!». Així i tot, després de la pintada del nou mural un jutjat de Bilbao va demanar la seva retirada en una sentència del 2019, a la qual el municipi hi va presentar un recurs. L'any 2021 el Tribunal Superior de Justícia d'Euskadi va desestimar la petició i va confirmar l'ordre de retirada del mural.
En el capítol d'Otxandio (1960-2010) de l'informe «Euskal kasuan izandako bizitzeko eskubidearen aurkako urraketen argazkiak, herriz herri» ('Retrats de vulneracions del dret a la vida en el cas basc, poble a poble'), realitzat pel govern basc, consta aquest assassinat en l'apartat de casos que encara no s'han esclarit.